# La Flétrissure (film, 1923)
Pour plus de détails, voir Fiche technique et Distribution.
La Flétrissure (The Cheat) est un film américain réalisé par George Fitzmaurice, sorti en 1923. Il s'agit d'un remake de Forfaiture de Cecil B. DeMille.

## Fiche technique
- Titre original : The Cheat
- Titre français : La Flétrissure
- Réalisation : George Fitzmaurice
- Scénario : Ouida Bergère et Hector Turnbull
- Photographie : Arthur C. Miller
- Société de production : Paramount Pictures
- Pays de production : États-Unis
- Format : Noir et blanc - 1,33:1 - Film muet
- Genre : drame
- Durée : 80 minutes
- Date de sortie : 1923

## Distribution
- Pola Negri : Carmelita De Córdoba
- Jack Holt : Dudley Drake
- Charles de Rochefort : Claude Mace alias Prince Rao-Singh
- Dorothy Cumming : Lucy Hodge
- Robert Schable : Jack Hodge
- Charles A. Stevenson : Horace Drake
- Helen Dunbar : Duenna
- Guy Oliver : le procureur
- Charles Farrell (non crédité)